# Йейттелес, Барух
Барух бен Йона Йейттелес (нем. Baruch ben Jona Jeitteles, он же Бенедикт Йейттелес, нем. Benedikt Jeitteles; 22 апреля 1762, Прага — 18 декабря 1813, там же) — еврейский писатель и общественный деятель, один из первых лидеров маскилим.

## Биография
Сын Йоны Йейттелеса, брат Иуды Йейттелеса, отец Игнаца Йейттелеса. Ученик рава Йехезкеля Ландау, главного раввина Праги. Хотя рав Ландау был ортодоксальным раввином, Барух в зрелом возрасте стал последователем Мозеса Мендельсона и его круга. Барухом была создана иешива в духе Аскалы в Праге. После битв при Кульме и Дрездене, когда общественные больницы были переполнены, создал несколько частных больниц для раненых.
Опубликовал с 1785 по 1803 год по меньшей мере шесть богословских книг на иврите. Ему принадлежат также оригинальные стихотворения — элегии, оды, погребальные песни — и переводы с немецкого на иврит (в частности, басен Г. Э. Лессинга).